# Ralf Hess
Ralf Ernest Hess (Francoforte sul Meno, 27 marzo 1944) è uno scacchista tedesco.
Ottenne il titolo di Maestro Internazionale nel 1980.

## Principali risultati
Nel marzo del 1978 vinse l'open internazionale di Lugano.
Nel 1978/79 vinse il 21º torneo di Capodanno di Reggio Emilia.
Nel fortissimo open di Zurigo del 1984 (vinto da John Nunn davanti a Viktor Korchnoi e Boris Spassky) si classificò 10° con 4,5/9.
Partecipò a diversi campionati tedeschi a squadre (Bundesliga) con il club Königsspringer Frankfurt (1980/81, 1981/82, 1987/88, 1988/89, 1995/96).